# Heliconius tenuifasciata
Heliconius tenuifasciata är en fjärilsart som beskrevs av Heinrich Neustetter 1928. Heliconius tenuifasciata ingår i släktet Heliconius och familjen praktfjärilar. Inga underarter finns listade i Catalogue of Life.